# The Cult
The Cult è un gruppo musicale rock britannico fondato nel 1983 da Ian Astbury e Billy Duffy.

## Storia
I fondatori del gruppo provenivano da due diversi gruppi gothic rock attivi nei primi anni ottanta: i Southern Death Cult (il cui cantante era Ian Astbury) e i Theatre of Hate (in cui Billy Duffy era stato chitarrista per breve tempo).
Entrambi abbandonarono i rispettivi gruppi nel 1983 formando i Death Cult, nome abbreviato della vecchia band di Astbury (che lo aveva mutuato da quello di una tribù Indiana del delta del Mississippi del XIV e XV secolo, essendo appassionato di cultura nativo-americana). In quello stesso anno il gruppo, con al basso Jamie Stewart e alla batteria Ray Mondo (entrambi ex membri dei Ritual), pubblicò un EP omonimo ed il singolo Gods Zoo. A partire da questo, dopo l'abbandono di Ray Mondo (che essendo illegalmente in Inghilterra era stato espulso e rimandato in Sierra Leone, suo paese natale) il batterista divenne Nigel Preston, anch'egli ex-Theatre of Hate oltre che dei Sex Gang Children.

### Dreamtime e Love
I primi due album dei The Cult, Dreamtime del 1984, ma soprattutto Love del 1985, erano caratterizzati da un sound di impronta new wave che coniugava il post-punk/gothic rock delle origini con sonorità ispirate al rock psichedelico degli anni sessanta (influenzati principalmente dai The Doors e da Jimi Hendrix). La cultura degli indiani d'America fu un punto di riferimento sia per i testi, tutti scritti da Astbury e Duffy (e riguardanti tematiche legate alla magia, al misticismo e all'onirico), sia per l'estetica ed il look della band.
Da Love furono estratti i singoli She Sells Sanctuary, Rain e Revolution, i primi due probabilmente le canzoni più famose del repertorio dei Cult. Intanto la band aveva ingaggiato come sessionman il batterista dei Big Country Mark Brzezicki (dopo che Nigel Preston, presente solo su "She Sells Sanctuary", era stato espulso non potendo suonare a causa di problemi di droga che, nel 1992, lo condurranno alla prematura scomparsa); dopo la registrazione dell'album fu ingaggiato Les Warner.

### Electric e Sonic Temple
Nel 1986 la band fu sul punto di pubblicare l'album Peace, ma decise di orientarsi su sonorità più adatte al grosso pubblico, registrando nuovamente diverse tracce e scegliendo Rick Rubin come nuovo produttore; il nuovo album ottenuto, Electric (1987) segna una trasformazione radicale dei Cult da gruppo con sonorità new wave e gothic rock (di cui rimanevano tracce molto esigue su Peace) a gruppo di hard rock classico, molto ispirato dallo stile tipico di gruppi degli anni settanta come AC/DC e Led Zeppelin, a base di riff energici, grandi assoli e atmosfere blueseggianti.
Durante il tour che ne seguì, negli Stati Uniti, i Cult vennero anche supportati dagli allora sconosciuti Guns N' Roses.
Il seguente Sonic Temple (1989), procede nella medesima direzione, pur approdando ad un hard rock più moderno che non disdegna brani impegnativi (vedi Soul Asylum). I singoli più famosi tratti da Sonic Temple (giunto nella top ten di Billboard) sono certamente Fire Woman ed Edie (Ciao Baby), dedicata alla modella Edie Sedgwick.

### Ceremony e The Cult
A esso seguiranno Ceremony del 1991 (che segnò la prima crisi del sodalizio Astbury-Duffy) e l'omonimo The Cult (1994) in cui si trovano omaggi a grandi personalità artistiche scomparse come il leader dei Nirvana Kurt Cobain e River Phoenix. Sono state in seguito pubblicate tre raccolte antologiche, tra cui la monumentale Rare Cult (2000), che comprende anche il già inedito album Peace.

### Le reunion e gli anni più recenti
In seguito i membri hanno intrapreso progetti paralleli. Billy Duffy ha fondato con Craig Adams e Mike Peters i Coloursound mentre Ian Astbury ha formato gli Holy Barbarians pubblicando nel 1996 l'album Cream e poi nel 1999 il suo primo ed unico disco solista Spirit, Light, Speed.
Nel 2001, Ian, Billy e Matt Sorum si riunirono per un nuovo disco, Beyond Good and Evil, e un tour di concerti fino al 2002, anno in cui Ian si unisce alla rimpatriata de The Doors in California, poi ribattezzatasi Riders On The Storm.
Nel 2006 Billy e Ian annunciano un tour mondiale ma senza confermare le voci di un eventuale nuovo album. Nel frattempo Billy Duffy, dopo aver suonato prima nei Cardboard Vampires e poi nei Dead Man Walking, con Kirk Brandon, suo ex-collega nei Theatre of Hate, crea i Circus Diablo, con Billy Morrison, Matt Sorum, Ricky Warwick e Brett Scallions. L'album di debutto è previsto per l'estate del 2006.
Nel giugno 2007, dopo molti anni di assenza dalle scene italiane, tornano per due tappe del tour mondiale A Return To Wild: la prima a Collegno, in provincia di Torino, il 10 giugno durante la manifestazione Colonia Sonora; la seconda a Roma il 14/6 al Parco delle Cascate dell'EUR. Queste date anticiparono l'uscita dell'album Born into This, dato alle stampe nell'autunno del 2007. Nel settembre 2009 il ritorno dal vivo in Italia con un'unica data (sold out) all'Estragon di Bologna, dove è stato eseguito per intero l'album Love.
Nel maggio del 2012 è uscito il nono album del gruppo, Choice of Weapon, anticipato dall'uscita del singolo Lucifer. Il tour promozionale ha visto i Cult esibirsi per ben tre volte nel territorio italiano, a Piazzola sul Brenta, in provincia di Padova, Rimini e Milano. Nell'autunno 2013 il gruppo ha tenuto l'Electric 13 Tour, eseguendo per intero l'album Electric del 1987.
Il 5 febbraio 2016 esce un nuovo disco, Hidden City, anticipato dai singoli Dark Energy, Deeply Ordered Chaos e Hinterland.
Il 2 aprile 2018 è stata annunciata per l'estate una tournée negli Stati Uniti d'America intitolata Revolution 3 Tour al quale si esibiranno come headliner insieme ai Bush e agli Stone Temple Pilots.
Il 7 ottobre 2022 esce l'undicesimo disco in studio Under The Midnight Sun.

## Formazione

### Attuale
- Ian Astbury – voce (1983–1995, 1999–2002, 2006–presente)
- Billy Duffy – chitarra (1983–1995, 1999–2002, 2006–presente)
- Mike Mangan – tastiera (2022–presente)
- Charlie Jones - basso (2015–presente)
- John Tempesta – batteria (2006–presente)

### Ex membri principali
- Jamie Stewart - basso (1983–1990)
- Eric Singer - batteria (1987-1988)
- Mickey Curry - batteria (1988-1989)
- Matt Sorum - batteria (1989-1990)
- James Kottak - batteria (1990-1991; morto nel 2024)
- Charley Drayton - basso elettrico (1990-1991)
- Craig Adams - Basso elettrico (1991-1995)
- Martyn LeNoble - basso (1999-2001)
- Nigel Preston - batteria (1983-1984)
- Mark Brzezicki - batteria (1984-1986; 2009-2010)
- Billy Morrison - chitarra (2000-2001)
- Mike Dimkich - chitarra (1993-1994; 1999–2002; 2006-2013)

## Discografia
- 1984 - Dreamtime
- 1985 - Love
- 1987 - Electric
- 1989 - Sonic Temple
- 1991 - Ceremony
- 1994 - The Cult
- 2001 - Beyond Good and Evil
- 2007 - Born into This
- 2012 - Choice of Weapon
- 2016 - Hidden City
- 2022 - Under the Midnight Sun